# Wallace Carothers
Wallace Hume Carothers (27. duben 1896, Burlington – 29. duben 1937, Filadelfie) byl americký chemik a vynálezce. Vedl výzkum organické chemie ve firmě DuPont zaměřený na polymery. Vynalezl nylon (1935) a neopren (1930).

## Život

### Vzdělání a kariéra
Byl nejstarším ze čtyř dětí Iry a Mary Carothersových. Navštěvoval veřejnou školu v Des Moines v Iowě a na přání svého otce pokračoval ve studiu na obchodní škole, kterou ukončil v roce 1915. Nastoupil na vysokou školu Tarkio College v Missouri, kde se projevilo jeho výjimečné nadání pro chemii. Absolvoval v roce 1920 a přešel na univerzitu v Illinois, kde získal o rok později pod vedením profesora Carla Marvela titul magistra. Během školního roku 1921–1922 Carothers pracoval jako instruktor chemie na univerzitě v Jižní Dakotě. Byl dobrý matematik a fyzikální chemik, vynikající experimentátor s tvořivým nadáním. Svůj první nezávislý výzkum zaměřil na porovnání fyzikálních vlastností organických sloučenin fenylu. Vrátil se na Illinoiskou univerzitu a pokračoval v doktorandském studiu, které ukončil v roce 1924. Následující dva roky zde působil jako asistent se specializací na organickou chemii. V roce 1926 Carothers přešel na Harvardovu univerzitu. 
V roce 1927 po delším váhání opustil akademickou kariéru a přijal nabídku amerického koncernu DuPont, který chtěl podpořit základní výzkum polymerů. Carothers byl jmenován vedoucím týmu vědců v nově vybudovaných laboratořích známých později jako „Purity Hall“ ve Wilmingtonu. Přesvědčil ke spolupráci i své dřívější učitele z Illinois Rogera Adamse a Carla Marvela. V následujících devíti letech významně přispěl k základní teorii a položil základy pro vývoj nových materiálů.
První roky pokusů s polymerizací a polykondenzací molekul nepřinesly očekávané výsledky. V dubnu 1930 se jeho spolupracovníkovi Arnoldu M. Collinsovi víceméně náhodou podařilo objevit nový polymer (chloropren), který byl od roku 1936 uváděn na trh pod názvem neopren. V roce 1934 ve speciální aparatuře vyrobili tenké pevné vlákno, které bylo do patentní přihlášky zapsáno jako Polyamid 66. Označení vycházelo z toho, že nová látka vznikla ze dvou molekul, které mají po šesti atomech uhlíku. Společnost DuPont mu dala obchodní název nylon. V létě 1935 přednesl Carothers na kolokviu Univerzity Johnse Hopkinse (Johns Hopkins University) přehledový referát Polymery a teorie polymerizace. Na pozvání Faradayovy společnosti hovořil na stejné téma i v Londýně. Svou teorii vzniku polymerních vláken popsal v řadě odborných chemických časopisů. V roce 1936 byl zvolen jako první organický chemik za člena Národní akademie věd.
Za devět let práce u firmy podepsal 62 technických zpráv a podal 69 žádostí o patenty.

### Osobní život
Carothers trpěl psychickou poruchou, která byla příčinou častých depresí. Projevy choroby se zhoršovaly od počátku třicátých let pod tlakem, který cítil jako vedoucí výzkumných prací nebo při veřejných vystoupeních. Pomáhal si konzumací alkoholu. V roce 1931 se spolu s dalšími třemi vědci DuPontu přestěhoval do domu ve Wilmingtonu, který se stal známým jako Whiskey Acres. Jejich společnost potřeboval jako prevenci proti záchvatům deprese. Kolegovi Julianu Hillovi v jedné slabé chvilce ukázal kapsli, v níž měl kyanid pro případ, kdyby chtěl rychle odejít ze světa.
Problémy měl i v soukromém životě. Měl poměr s vdanou Sylvií Moorovou, která v roce 1933 požádala o rozvod. Koupil dům v Ardenu nedaleko výzkumného střediska a přestěhoval se tam i se svými rodiči, kteří se ocitli ve finanční tísni. Rodiče neschvalovali jeho vztah se Sylvií Moorovou, což vedlo k napětí ve společné domácnosti. V roce 1934 se vrátili do De Moines.
V létě 1934 byl Carothers krátce hospitalizován na psychiatrické klinice v Baltimoru. V únoru 1936 se oženil s Helen Sweetmanovou, která pracovala ve společnosti DuPont na přípravě patentových přihlášek. V červnu téhož roku byl po těžkém záchvatu deprese umístěn na psychiatrické klinice ve Filadelfii, odkud odešel v září do domácí péče. V lednu 1937 zemřela na zápal plic jeho sestra Isobel Berolzheimerová, což pro něho znamenalo další psychický otřes.
Dne 28. dubna 1937, dva dny po svých 41. narozeninách, spáchal Carothers sebevraždu kyanidem draselným v hotelovém pokoji ve Filadelfii. Stalo se to sedm měsíců před narozením jeho dcery Jane a více než rok předtím, než byl vynález nylonu veřejně ohlášen zástupcem koncernu DuPont (28. října 1938).